# Diploconger polystigmatus
Diploconger polystigmatus is een  straalvinnige vissensoort uit de familie van zeepalingen (Congridae). De wetenschappelijke naam van de soort is voor het eerst geldig gepubliceerd in 1968 door Kotthaus.